# Свободное народное государство Вюртемберг
Свободное народное государство Вюртемберг (нем. Freier Volksstaat Württemberg) — народное государство (республика), одна из немецких земель в 1919—1945 годах.
На 1929 год, Вюртемберг (Württemberg, раньше Wirtemberg) по размерам территории третье, а по количеству населения четвертое государство Германии, административно делился на четыре округа: Неккар, Шварцвальд, Ягст и Дунайский. Главный город республики — Штутгарт, на 1929 год проживало 341 967 жителей.

## Революция 1918 года
После Ноябрьской революции (переворота) 1918 года в Германской империи Королевство Вюртемберг было ликвидировано, король Вильгельм II отрекся от престола 30 ноября 1918 года. На территории бывшего королевства без излишнего кровопролития была провозглашена народная республика. После принятия 25 сентября 1919 году конституции государства, а затем и Веймарской конституции Вюртемберг стал федеральной землей в составе нового немецкого государства.
Несмотря на те беспорядки, которые происходили в Германских землях, Вюртемберг переживал эпоху развития и стабильности. Три сессии вюртембергского парламента с 1920 года по 1932 год проработали в течение установленного законом четырёхлетнего срока, в отличие от Рейхстага Веймарской республики. После образования новой земли в составе германского государства Социал-демократическая партия утратила свое влияние в Вюртемберге, благодаря этому консервативные коалиции формировали правительство с 1924 года по 1933 год. В 1924 году это была коалиция из трёх партий: Вюртембергская гражданская партия, Союз фермеров, входивший в Рейхсландбунд, и Партия Центра. В 1928 году Больц (Партия Центра) сформировал правительство меньшинства. Несмотря на многочисленные финансовые кризисы, которые затронули Германию в 1920-х и 1930-х годах, экономическое развитие Вюртемберга протекало лучше, чем во многих других федеральных землях. Вюртемберг и его столица — Штутгарт стали финансовыми и культурными центрами региона.

## 1933—1952 годы
После захвата власти нацистами в Германии в 1933 году, Гляйхшальтунга и последующей ликвидации всех ненацистских организаций Вюртемберг и все другие федеральные земли были де-юре упразднены. Территория бывшей земли была объединена в гау Вюртемберг-Гогенцоллерн. После Второй мировой войны Вюртемберг был разделен на американскую и французскую союзные оккупационные зоны, а затем и на две новые земли: Вюртемберг-Баден и Вюртемберг-Гогенцоллерн. Эти две федеральные земли были объединены с Баденом в 1952 году, в результате чего сформировалась современная федеральная земля Баден-Вюртемберг в составе Федеративной Республики Германия.
Бывший герб Свободного народного государства в 1952 году вдохновил семью Порше на создание логотипа компании Порше (Porsche).